# ساعة القشلة
ساعة القشلة من الساعات البغدادية التراثية التي تقع في مبنى المدرسة الموفقية ويعود تاريخ بنائها إلى النصف الثاني من القرن التاسع عشر للميلاد، في العهد العثماني، وتقع في جانب الرصافة من بغداد.
إن مبنى القشلة هو مقر المدرسة الموفقية سابقا وبدأ بصيانة المبنى وترميمه وبناء البرج والي بغداد نامق باشا الكبير سنة 1861م، لتكون هذه البناية مقراً للولاية ودوائرها الرسمية، وثكنة عسكرية للجيش العثماني المسؤول عن حماية وتوفير أمن بغداد، وأختير مكانها الحالي المجاور لضفاف نهر دجلة من جانب الرصافة من بغداد، وسط المنطقة المركزية القديمة لبغداد في مقر مبنى المدرسة الموفقية التي بناها موفق الخادم، حيث ما زال باطن الأرض الذي تقع عليه بناية (القشلة) يزخر بأسس أبنية القصور والمواقع العديدة التي تعود لفترة الخلافة العباسية.

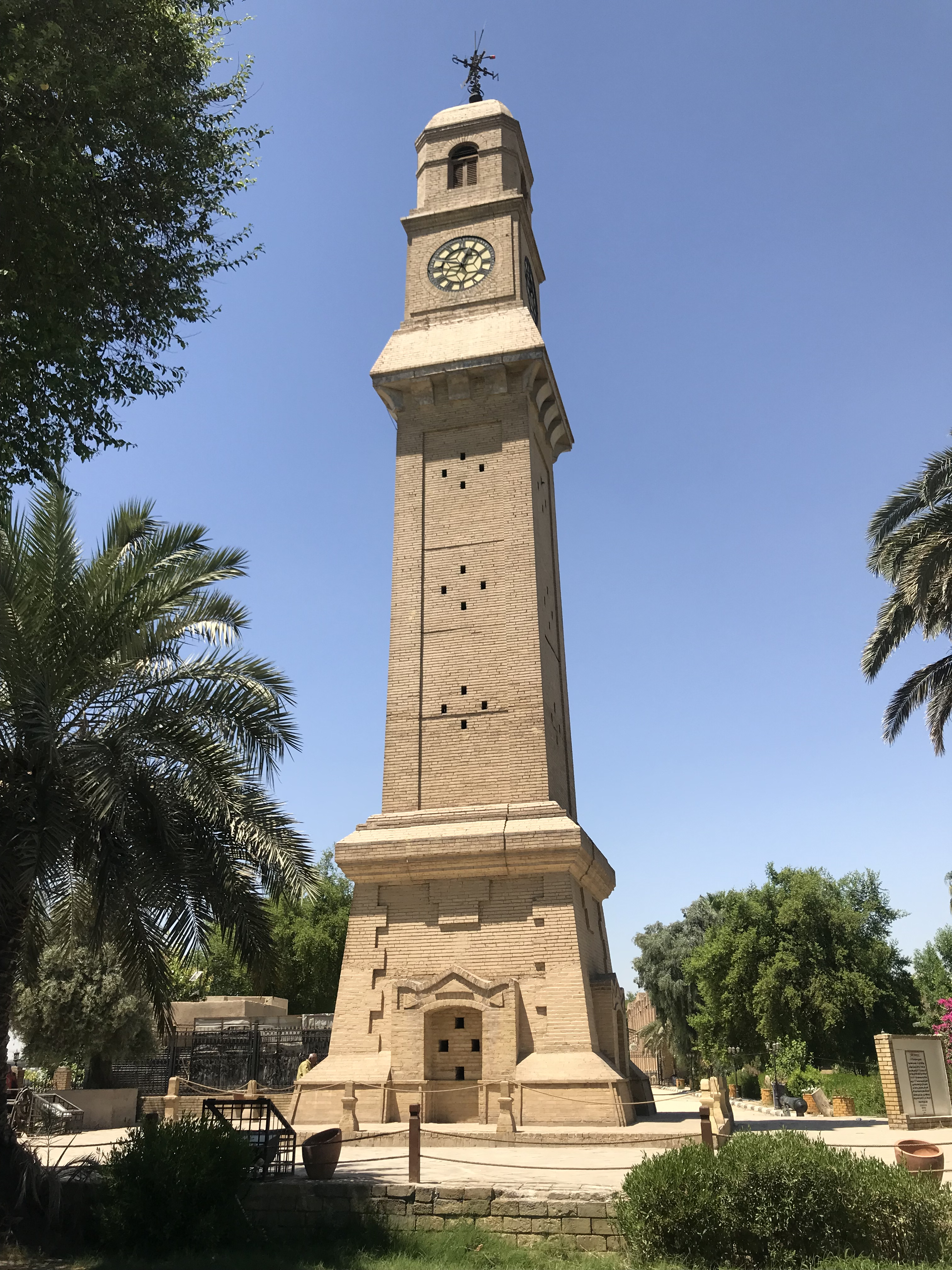
مبنى ساعة القشلة عام 2018

واستمرت عمليات البناء بين الإستمرار والتوقف حسب توافر التخصيصات المالية، وحسب إنشغالات الدولة العثمانية وحروبها وعملياتها العسكرية، ظلت الحالة بين (مد وجزر) حتى مجيء مدحت باشا والي بغداد العثماني، سنة 1869م، الذي إتصفت فترة حكمه التي أمدها بحدود 4 سنوات ونصف السنة بالإصلاحات والمشاريع الجديدة التي لم تشهدها بغداد من قبل، وكان من بين ما سعى إليه مدحت باشا مواصلة عمليات إكمال بناء القشلة وإهتم بها إهتماماً بالغاً، بل وأشرف على مراحل بنائها الأخيرة بنفسه، وأمر بتهديم أجزاء من سور بغداد الشرقية وذلك لإنتفاء الحاجة إليه، بعد أن بدأ الجيش التركي الأسلحة الحديثة (المدافع، والبنادق والرشاشات والألغام) وغيرها، حيث تم نقل كميات كبيرة من حجارة ذلك السور للإفادة منها في إكمال بناية (القشلة) التي أصبحت بعد إنجازها، مقرأ للوالي وقائد الجيش وبقية موظفي الولاية الآخرين .
برج الساعة على مر السنوات لم يتضرر، فقد أجريت عليهِ أعمال الصيانة في عقد الثلاثينيات من القرن العشرين وبقي المبنى مشغولاً ومستعملاً وضيقاً منذ نشأته حتى وقتنا الحاضر، غير أن وظائفه تغيرت بتوالي الأحداث، فقد رفع العلم البريطاني فوق برج الساعة عام 1916 مثلاً ثم أستعمل المبنى عام 1917 مسكناً للضباط الإنكليز وعوائلهم، وتوج الملك فيصل الأول في ساحة المبنى عام 1921.
وساعة القشلة، هي من الساعات الميكانيكية الضخمة، التي تعمل بالتوقيت اليدوي عبر (مفتاح) حديد كبير الحجم، حيث يقوم الساعاتي المكلف إدارة وصيانة الساعة بالصعود إلى برجها عبر 72 درجة للقيام بتوقيت الساعة (تكويك) حيث تستمر تعمل لمدة 10 أيام وهكذا دواليك .

## معرض الصور
- ساعة القشلة عام 2025
- ساعة القشلة عام 2024
- ساعة القشلة عام 2023
- ساعة القشلة عام 2021
- ساعة القشلة عام 2020
- ساعة القشلة عام 2019
- ساعة القشلة عام 2018
- القشلة عام 2017
- ساعة القشلة عام 2016
- ساعة القشلة عام 2015
- ساعة القشلة عام 2014
- ساعة القشلة عام 2013
- ساعة القشلة عام 2009
- ساعة القشلة عام 1932
- ساعة القشلة عام 1900

- حديقة القشلة
- القشلة
- باب ساعة القشلة
- تاريخ القشلة